# Liegi-Bastogne-Liegi 1976
La Liegi-Bastogne-Liegi 1976, sessantaduesima edizione della corsa, fu disputata il 18 aprile 1976 per un percorso di 246,7 km. Fu vinta dal belga Joseph Bruyère, giunto al traguardo in 6h31'00" alla media di 37,857 km/h, precedendo i connazionali Freddy Maertens e Frans Verbeeck.
Dei 128 ciclisti alla partenza furono in 34 a portare a termine la gara.

## Ordine d'arrivo (Top 10)
| Pos. | Corridore                | Squadra    | Tempo   |
| ---- | ------------------------ | ---------- | ------- |
| 1    | Joseph Bruyère           | Molteni    | 6h31'00 |
| 2    | Freddy Maertens          | Flandria   | a 4'40" |
| 3    | Frans Verbeeck           | Ijsboerke  | s.t.    |
| 4    | Jean-Pierre Danguillaume | Peugeot    | s.t.    |
| 5    | Hennie Kuiper            | TI-Raleigh | s.t.    |
| 6    | Eddy Merckx              | Molteni    | s.t.    |
| 7    | Régis Ovion              | Peugeot    | s.t.    |
| 8    | Raymond Poulidor         | Gan        | s.t.    |
| 9    | Herman Van Springel      | Flandria   | s.t.    |
| 10   | Joop Zoetemelk           | Gan        | s.t.    |